# Parti pour le peuple d'abord
Pour les articles homonymes, voir Parti du peuple d'abord.
Le Parti pour le peuple d'abord (en anglais, People First Party ; en tok pisin, Pipol First Pati), souvent appelé aussi et peut-être par mégarde « Premier parti du peuple » (People's First Party, Pipol's First Pati), est un parti politique en Papouasie-Nouvelle-Guinée.
Le parti est fondé en juillet 2001 par Luther Wenge et Peter Honale,. Il est dirigé par Luther Wenge, le gouverneur de la province de Morobe, jusqu'à la défaite de celui-ci aux élections de 2012. Il devient alors moribond, jusqu'à ce qu'en 2021 le député Richard Maru rejoigne le parti et en devienne le chef,. 
Le Parti pour le peuple d'abord place Dieu comme référence et valeur suprême,. Il promeut par ailleurs des investissements dans le secteur agricole pour améliorer les revenus de la population rurale et réduire les dépenses dues aux importations ; de réserver certains secteurs de l'économie aux citoyens du pays, mais encourager dans le même temps les investissements productifs ; de créer à cet effet des zones franches et des parcs industriels ; et d'apporter des aides financières aux petites et moyennes entreprises dans l'espoir d'en accroître le nombre,. Il se définit comme un parti « nationaliste et patriote ».

## Résultats électoraux
| Année | Sièges  |
| ----- | ------- |
| 2002  | 2 / 109 |
| 2007  | 1 / 109 |
| 2012  | 0 / 111 |
| 2017  | 0 / 111 |
| 2022  | 4 / 118 |